# Gran Premio del Brasile 2008
Il Gran Premio del Brasile 2008 si è svolto il 2 novembre sul Circuito di Interlagos a San Paolo ed è stato l'ultimo Gran Premio della stagione di Formula 1 2008. La vittoria è andata al brasiliano Felipe Massa su Ferrari, al suo ultimo successo in carriera, davanti a Fernando Alonso su Renault e al compagno di squadra Kimi Räikkönen, ma la vittoria del mondiale è andata al pilota inglese della McLaren-Mercedes Lewis Hamilton, divenuto così il più giovane campione del mondo della storia della Formula 1, record battuto nel Gran Premio d'Abu Dhabi 2010 da Sebastian Vettel. Questa è stata anche l'ultima gara in Formula 1 per il pilota britannico David Coulthard tra i piloti (che per l'occasione corre con una vettura completamente diversa da quella usuale, ossia con una livrea bianca a supportare la fondazione Wings for life), e per la Honda tra i team.

## Vigilia

### Aspetti tecnici
Per quanto riguarda la situazione motori, tutti i piloti della Ferrari e Heikki Kovalainen dispongono di una nuova unità, mentre Lewis Hamilton affronta il Gran Premio con il motore usato nel precedente Gran Premio di Cina. D'altra parte, Hamilton non ha giocato il jolly durante la stagione, ma, secondo regolamento, non può comunque cambiare motore in quanto è proibito farlo nell'ultima gara.

### Analisi per il campionato piloti
Il leader del mondiale Lewis Hamilton parte con un margine di vantaggio di 7 punti sul ferrarista Felipe Massa, che per vincere necessita di un vero miracolo e soprattutto dell'incoraggiamento del pubblico di casa. Stessa cosa dicasi per il campionato costruttori, in questo caso la Ferrari ha un vantaggio di ben 11 punti sulla McLaren.
Di seguito è riportata la situazione, in base ai piazzamenti e alle possibili combinazioni, tra i due contendenti del campionato:
| Pos | Pilota         | 1° | 2° | 3° | 4° | 5° | 6° | 7° | 8° | Punti |
| --- | -------------- | -- | -- | -- | -- | -- | -- | -- | -- | ----- |
| 1   | Lewis Hamilton | 5  | 2  | 3  | 0  | 2  | 0  | 1  | 0  | 94    |
| 2   | Felipe Massa   | 5  | 2  | 2  | 0  | 1  | 1  | 1  | 0  | 87    |

## Prove
Nella prima sessione del venerdì, si è avuta questa situazione:
| Pos | N  | Nome           | Squadra/Motore   | Tempo    |
| --- | -- | -------------- | ---------------- | -------- |
| 1   | 2  | Felipe Massa   | Ferrari          | 1:12.305 |
| 2   | 22 | Lewis Hamilton | McLaren-Mercedes | 1:12.495 |
| 3   | 1  | Kimi Räikkönen | Ferrari          | 1:12.507 |

Nella seconda sessione del venerdì, si è avuta questa situazione:
| Pos | N  | Nome            | Squadra/Motore | Tempo    |
| --- | -- | --------------- | -------------- | -------- |
| 1   | 5  | Fernando Alonso | Renault        | 1:12.296 |
| 2   | 2  | Felipe Massa    | Ferrari        | 1:12.353 |
| 3   | 11 | Jarno Trulli    | Toyota         | 1:12.435 |

Nella sessione del sabato mattina, si è avuta questa situazione:
| Pos | N  | Nome              | Squadra/Motore   | Tempo    |
| --- | -- | ----------------- | ---------------- | -------- |
| 1   | 5  | Fernando Alonso   | Renault          | 1:12.141 |
| 2   | 22 | Lewis Hamilton    | McLaren-Mercedes | 1:12.212 |
| 3   | 23 | Heikki Kovalainen | McLaren-Mercedes | 1:12.225 |

## Qualifiche

### Risultati
Nella sessione di qualificazione, si è avuta questa situazione:
| Pos | N  | Nome                 | Costruttore/Motore  | Q1       | Q2       | Q3       | Griglia |
| --- | -- | -------------------- | ------------------- | -------- | -------- | -------- | ------- |
| 1   | 2  | Felipe Massa         | Ferrari             | 1:11.830 | 1:11.875 | 1:12.368 | 1       |
| 2   | 11 | Jarno Trulli         | Toyota              | 1:12.226 | 1:12.107 | 1:12.737 | 2       |
| 3   | 1  | Kimi Räikkönen       | Ferrari             | 1:12.083 | 1:11.950 | 1:12.825 | 3       |
| 4   | 22 | Lewis Hamilton       | McLaren-Mercedes    | 1:12.213 | 1:11.856 | 1:12.830 | 4       |
| 5   | 23 | Heikki Kovalainen    | McLaren-Mercedes    | 1:12.366 | 1:11.768 | 1:12.917 | 5       |
| 6   | 5  | Fernando Alonso      | Renault             | 1:12.214 | 1:12.090 | 1:12.967 | 6       |
| 7   | 15 | Sebastian Vettel     | Toro Rosso-Ferrari  | 1:12.390 | 1:11.845 | 1:13.082 | 7       |
| 8   | 3  | Nick Heidfeld        | BMW Sauber          | 1:12.371 | 1:12.026 | 1:13.297 | 8       |
| 9   | 14 | Sébastien Bourdais   | Toro Rosso-Ferrari  | 1:12.498 | 1:12.075 | 1:14.105 | 9       |
| 10  | 12 | Timo Glock           | Toyota              | 1:12.223 | 1:11.909 | 1:14.230 | 10      |
| 11  | 6  | Nelson Piquet Jr.    | Renault             | 1:12.348 | 1:12.137 |          | 11      |
| 12  | 10 | Mark Webber          | Red Bull-Renault    | 1:12.409 | 1:12.289 |          | 12      |
| 13  | 4  | Robert Kubica        | BMW Sauber          | 1:12.381 | 1:12.300 |          | 13      |
| 14  | 9  | David Coulthard      | Red Bull-Renault    | 1:12.690 | 1:12.717 |          | 14      |
| 15  | 17 | Rubens Barrichello   | Honda               | 1:12.548 | 1:13.139 |          | 15      |
| 16  | 8  | Kazuki Nakajima      | Williams-Toyota     | 1:12.800 |          |          | 16      |
| 17  | 16 | Jenson Button        | Honda               | 1:12.810 |          |          | 17      |
| 18  | 7  | Nico Rosberg         | Williams-Toyota     | 1:13.002 |          |          | 18      |
| 19  | 21 | Giancarlo Fisichella | Force India-Ferrari | 1:13.426 |          |          | 19      |
| 20  | 20 | Adrian Sutil         | Force India-Ferrari | 1:13.508 |          |          | 20      |

## Gara

### Resoconto
Si assegnano a Interlagos i titoli mondiali costruttori e piloti. La Ferrari è nettamente favorita per il primo, anche in virtù delle ottime qualifiche; Hamilton appare in vantaggio nel campionato piloti, malgrado un Q3 non proprio esaltante. Per la gara inoltre la possibilità di pioggia è secondo i meteorologi del 91%, quindi regna l'incertezza totale. A tre minuti dall'inizio del giro di ricognizione, le previsioni si rivelano esatte e si scatena un violento nubifragio che allaga momentaneamente la pista e costringe i commissari di gara a posticipare la partenza di 10 minuti. Rapida com'era arrivata, la pioggia cessa, ma tutti i team scelgono di partire con le gomme intermedie; la partenza inoltre sarà regolare (e non dietro la safety-car, come qualcuno si aspettava).
Al via, Massa, Trulli e Räikkönen tengono saldamente le proprie posizioni; Hamilton mantiene la quarta posizione, grazie a Kovalainen che agevola il passaggio del compagno alla prima curva. Il finlandese è tuttavia troppo remissivo e, tra la Reta Oposta e la Descida do Lago, viene infilato da Vettel e Alonso. Alla prima curva Rosberg colpisce Coulthard, che chiude così la carriera nel peggiore dei modi. Anche Piquet è fermo ed entra così in pista la safety-car che vi rimane fino al quarto giro. Massa tenta subito la fuga e sul circuito di casa impone alla gara un ritmo elevatissimo; Räikkönen prova per due volte ad attaccare Trulli senza riuscire a superarlo. Nel frattempo la pista si asciuga e Giancarlo Fisichella gioca per primo la carta delle gomme da asciutto; quando gli intermedi del romano iniziano ad apparire competitivi, Vettel e Alonso si fermano al nono giro, seguiti da Massa un giro dopo. Hamilton si ferma al giro 11, insieme a Trulli e Räikkönen, scivolando in settima posizione, alle spalle di Fisichella e appunto dell’abruzzese.
Al giro seguente Trulli sbaglia alla prima curva perdendo tre posizioni. Al 13º giro Massa è quindi in testa, seguito da Vettel, Alonso, Räikkönen, Fisichella ed Hamilton. Mentre i primi tre allungano, Hamilton non rischia e comincia a prendere le misure a Fisichella per poi passarlo alla prima curva del 18º giro; anche Glock passa la Force India e rimane nella scia dell’inglese mentre la manovra non riesce a Bourdais. Il francese subisce invece il ritorno di Trulli che lo costringe nell’erba alla S di Senna, facendogli perdere cinque posizioni. Massa segna giri veloci in serie, ma Vettel non lo molla, mantenendo il distacco nell’ordine del secondo. La ragione è che alla Toro Rosso non hanno fatto rifornimento nella prima sosta, forse per un problema alla pompa della benzina; Vettel rientra così al giro 27, scendendo in sesta piazza davanti a Kovalainen che nel frattempo supera Trulli e Fisichella. 
A metà gara, senza che ci sia attesa di ulteriore pioggia, la situazione sembra consolidata con Massa che ha 4” su Alonso, 14” su Räikkönen e una ventina sulla coppia formata da Hamilton, comodamente in posizione da titolo, e Glock. Al trentaseiesimo giro il tedesco effettua una lunga sosta, per andare fino in fondo, e scivola in quattordicesima posizione. Al 38º giro si ferma Massa per la seconda sosta e rientra quarto. Al 40º giro secondo stop per Alonso ed Hamilton. Alla 43a tornata si ferma Räikkönen e Vettel torna momentaneamente secondo. L’ordine è Massa, Vettel, Alonso, Räikkönen, Hamilton, Webber e Kovalainen. L'inglese è tranquillo: Webber infatti deve ancora fermarsi.
Al 50º giro terza sosta per Vettel, che rientra proprio dietro Hamilton: adesso l'inglese è quarto e virtualmente campione del mondo. Al 60º giro, mentre Räikkönen è nella scia di Alonso, Vettel ha ormai ripreso Hamilton e il cielo sopra Interlagos è tornato a minacciare pioggia. L’inglese può comunque permettersi di perdere una posizione e con venti secondi sul primo vero rivale, Glock, settimo alle spalle di Kovalainen, appare ancora al sicuro. Al 65º giro la pioggia diventa più intensa e al giro successivo Alonso, Räikkönen, Hamilton e Vettel si fermano ai box per cambiare le gomme. Un giro dopo si ferma anche Massa, che ha un bel margine da gestire. La pista resta tuttavia asciutta e chi ha ancora gomme da asciutto, come Glock, ora quarto, riesce a fare tempi competitivi. Ora Hamilton è sotto assedio da parte di Vettel, non potendosi permettere di essere scavalcato. Nel corso del sessantanovesimo giro, alla curva Juncao, l’inglese arriva leggermente lungo e il tedesco si infila. In quel momento Massa è campione del mondo e Hamilton sembra destinato a perdere un altro titolo, dopo la beffa di dodici mesi prima. 
Nei due giri rimanenti Hamilton prova a riagguantare il quinto posto di cui ha bisogno per laurearsi campione, ma Vettel controlla senza troppi affanni. Glock inizia l’ultimo giro con 15” su Hamilton, ma la pioggia è più intensa e la pista bagnata. Così, mentre Felipe Massa taglia il traguardo al primo posto come campione del mondo virtuale nel tripudio del pubblico brasiliano, di nuovo alla Juncao l'inglese sorpassa Glock, lentissimo a causa delle gomme da asciutto. Tale fu il disappunto della tifoseria ferrarista che molti di essi accusarono per molto tempo il tedesco di aver favorito l'inglese, ma il confronto oggettivo dei suoi tempi sul giro con quelli fatti segnare da altri piloti con gomme da asciutto nelle sue stesse condizioni (ad esempio Jarno Trulli) dimostrano che il tedesco non aveva ridotto il suo ritmo di gara in quel frangente.
Hamilton diventa il più giovane campione del mondo della storia della Formula 1. Il pilota britannico circa un mese dopo verrà premiato come miglior pilota e la McLaren come migliore macchina del 2008.

### Risultati
I risultati del GP sono stati i seguenti:
| Pos | N  | Pilota               | Costruttore/Motore  | Giri | Tempo/Ritiro            | Griglia | Punti |
| --- | -- | -------------------- | ------------------- | ---- | ----------------------- | ------- | ----- |
| 1   | 2  | Felipe Massa         | Ferrari             | 71   | 1:34:11.435             | 1       | 10    |
| 2   | 5  | Fernando Alonso      | Renault             | 71   | +13.298                 | 6       | 8     |
| 3   | 1  | Kimi Räikkönen       | Ferrari             | 71   | +16.235                 | 3       | 6     |
| 4   | 15 | Sebastian Vettel     | Toro Rosso-Ferrari  | 71   | +38.011                 | 7       | 5     |
| 5   | 22 | Lewis Hamilton       | McLaren-Mercedes    | 71   | +38.907                 | 4       | 4     |
| 6   | 12 | Timo Glock           | Toyota              | 71   | +44.368                 | 10      | 3     |
| 7   | 23 | Heikki Kovalainen    | McLaren-Mercedes    | 71   | +55.074                 | 5       | 2     |
| 8   | 11 | Jarno Trulli         | Toyota              | 71   | +1:08.433               | 2       | 1     |
| 9   | 10 | Mark Webber          | Red Bull-Renault    | 71   | +1:19.666               | 12      |       |
| 10  | 3  | Nick Heidfeld        | BMW Sauber          | 70   | +1 giro                 | 8       |       |
| 11  | 4  | Robert Kubica        | BMW Sauber          | 70   | +1 giro                 | 13      |       |
| 12  | 7  | Nico Rosberg         | Williams-Toyota     | 70   | +1 giro                 | 18      |       |
| 13  | 16 | Jenson Button        | Honda               | 70   | +1 giro                 | 17      |       |
| 14  | 14 | Sébastien Bourdais   | Toro Rosso-Ferrari  | 70   | +1 giro                 | 9       |       |
| 15  | 17 | Rubens Barrichello   | Honda               | 70   | +1 giro                 | 15      |       |
| 16  | 20 | Adrian Sutil         | Force India-Ferrari | 69   | +2 giri                 | 20      |       |
| 17  | 8  | Kazuki Nakajima      | Williams-Toyota     | 69   | +2 giri                 | 16      |       |
| 18  | 21 | Giancarlo Fisichella | Force India-Ferrari | 69   | +2 giri                 | 19      |       |
| Rit | 6  | Nelson Piquet Jr.    | Renault             | 0    | Incidente alla partenza | 11      |       |
| Rit | 9  | David Coulthard      | Red Bull-Renault    | 0    | Incidente alla partenza | 14      |       |

## Classifiche mondiali

### Piloti
| Pos | Pilota             | Punti |
| --- | ------------------ | ----- |
| 1   | Lewis Hamilton     | 98    |
| 2   | Felipe Massa       | 97    |
| 3   | Kimi Räikkönen     | 75    |
| 4   | Robert Kubica      | 75    |
| 5   | Fernando Alonso    | 61    |
| 6   | Nick Heidfeld      | 60    |
| 7   | Heikki Kovalainen  | 53    |
| 8   | Sebastian Vettel   | 35    |
| 9   | Jarno Trulli       | 31    |
| 10  | Timo Glock         | 25    |
| 11  | Mark Webber        | 21    |
| 12  | Nelson Piquet Jr.  | 19    |
| 13  | Nico Rosberg       | 17    |
| 14  | Rubens Barrichello | 11    |
| 15  | Kazuki Nakajima    | 9     |
| 16  | David Coulthard    | 8     |
| 17  | Sébastien Bourdais | 4     |
| 18  | Jenson Button      | 3     |

### Costruttori
| Pos | Team             | Punti |
| --- | ---------------- | ----- |
| 1   | Ferrari          | 172   |
| 2   | McLaren-Mercedes | 151   |
| 3   | BMW Sauber       | 135   |
| 4   | Renault          | 80    |
| 5   | Toyota           | 56    |
| 6   | STR-Ferrari      | 39    |
| 7   | RBR-Renault      | 29    |
| 8   | Williams-Toyota  | 26    |
| 9   | Honda            | 14    |